# Хималайска водна земеровка
Хималайските водни земеровки (Chimarrogale himalayica) са вид дребни бозайници от семейство Земеровкови (Soricidae).
Разпространени са в горите на централен и южен Китай и части от някои от съседните страни. Живеят в дупки в земята в близост до бистри бързотечащи потоци.